# Parakeelya lehmannii
Parakeelya lehmannii är en källörtsväxtart som först beskrevs av Stephan Ladislaus Endlicher, och fick sitt nu gällande namn av M.A. Hershkovitz. Parakeelya lehmannii ingår i släktet Parakeelya och familjen källörtsväxter. Inga underarter finns listade i Catalogue of Life.